# Радиостанция имени Коминтерна
Радиостанция имени Коминтерна — название нескольких радиостанций в Москве и Московской области (одна была в 1941 году эвакуирована в Уфу, Башкирия).

## Первая радиостанция Коминтерна
Первая в СССР радиостанция. Возведена в 1922 году в Москве возле Храма Вознесения на Гороховом поле на Вознесенской улице (ныне Улица Радио). Вещала на длине волны 3200 м (примерно на частоте 93,75 кГц). Была оборудована ламповым передатчиком мощностью 12 кВт, созданным в Нижегородской радиолаборатории под руководством М. А. Бонч-Бруевича. После ввода в строй второй радиостанции Коминтерна на базе первой радиостанции была организована опытная радиостанция Наркомата почт и телеграфов СССР.

## Вторая радиостанция Коминтерна
Вторая радиостанция Коминтерна была создана в 1927 году на улице Шаболовка на месте устаревшей дуговой радиостанции, открытой в частично перестроенном здании бывшего Варваринского сиротского дома после постройки в 1922 году Шуховской радиобашни.
Оборудована самым мощным на тот момент в Европе 40-киловаттным передатчиком, также созданным в Нижегородской радиолаборатории. Эту станцию тоже стали называть радиостанцией Коминтерна («Большой Коминтерн», или «Новый Коминтерн», в отличие от радиостанции на Вознесенской улице). Антенны передатчика располагались на Шуховской башне, которая стала также именоваться «Радиобашней Коминтерна».
В 1933—1937 годах помещение использовалось в качестве опытной лаборатории Научно-испытательного института связи, а башня как радиоиспытательная.
В 1936 году начались первые шаги по созданию отечественного электронного телевидения — было принято решение установить на башне передающую телевизионную антенну, а в помещениях радиоцентра оборудовать Московский телевизионный центр, к созданию которого приступили в том же году, и закончили в следующем, и уже с конца 1937 года с Шуховской башни стали велись регулярные опытные телевизионные передачи по системе электронного телевидения, а с марта 1939 года Московский телецентр приступил к регулярной работе.

## Третья радиостанция Коминтерна
Третья радиостанция Коминтерна (современное название — «Радиоцентр № 9») построена к 1933 году академиком А. Л. Минцем с группой специалистов в городе Электросталь. На момент постройки радиостанция была самой мощной (500 кВт) и совершенной в мире, превосходящей американские передатчики.
В первые дни войны работа радиостанции была прекращена, а передатчик эвакуирован в Уфу. После победы передатчики работали на длинных и средних волнах. В 2003 году радиоцентр отметил 70-летие, а через год его работа была прекращена. С этого времени территория радиоцентра находилась в запустении, часть антенно-фидерного хозяйства разрушена. В 2007 году радиоцентр в Уфе был разрушен, сейчас на его месте жилые дома.
Радиостанция в Электростали в конце своего существования именовалась «Радиоцентр № 9 ФГУП «Российская телевизионная и радиовещательная сеть»». Она прекратила работу 1 сентября 2004 года. На территории радиоцентра находились 7 вышек (четыре одинаковые по 215+ метров, две других в отдалении) радиоцентра и одна, не относящаяся к нему — рабочая вышка сотовой связи. На заброшенные радиовышки часто забирались любители индустриального туризма, поэтому в апреле 2020 года их снесли путем подрыва.